# 哈薩克礦業
哈薩克礦業有限公司，前身為哈薩克銅業有限公司或Kazakhmys PLC（英語：KAZ Minerals PLC，LSE：KAZ、港交所除牌前：0847.HK、KASE: GB_KZMS）是一間主要在哈薩克及周邊地區開採及生產銅、鋅、銀及金等金屬、並從事發電及石油勘探。哈薩克銅業是富時100指數成份股。
2011年，哈薩克銅業計劃到香港第二上市，集資5至6億美元。後來因應市況不佳，哈薩克銅業轉為介紹形式上市。
哈薩克銅業的電力業務擁有哈薩克斯坦最大的發電廠Ekibastuz GRES-1的50%權益，發電廠佔有哈薩克斯坦15%市場份額。2013年6月24日哈薩克銅業以8.87億美元現金及約7,704.11萬股哈薩克銅業股份出售Eurasian Natural Resources Corporation PLC（ENRC）歐亞天然資源公司26%股權给ENRC創辦人以及哈薩克政府。
2018年4月26日 哈薩克礦業-S 公司(0847.HK) 宣布，董事會建議公司于2018年8月1日於香港股市下市，2018年7月11日為最後交易日。

## 外部連結
- 哈薩克銅業公司網站
- 哈薩克銅業介紹形式第二上市章程（页面存档备份，存于）